# علی روحانی وصال شیرازی
علی روحانی وصال شیرازی (۱۲۵۷-۱۳۳۲) نقاش و خطاط و شاعر ایرانی بود.

## زندگی
او از نوادگان وصال شیرازی و پسر عبدالوهاب یزدانی (خطاط) است. روحانی وصال در شیراز به فراگیری علوم قدیم و فنون ادب پرداخت. در نگارش خطوط شکسته و نسخ و نستعلیق و نیز فن نقاشی مهارت داشت. روحانی وصال دو مرتبه در سال‌های ۱۲۸۸ و ۱۲۹۷ شمسی به هندوستان سفر کرد و در شرح این سفرها کتابی به‌نام سفرنامه نوشت. او در سن ۷۵سالگی در شیراز درگذشت.

## آرامگاه
آرامگاه او در جانب غربی آرامگاه حافظ در شیراز دارای ویژگی‌های خاصی از نظر معماری است.

## آثار
- نظم داستان بینوایان ویکتور هوگو
- گلشن وصال (در شرح حال و آثار دودمان وصال)